# Level-5
Level-5 Inc. (株式会社レベルファイブ Kabushiki-gaisha Reberu Faibu?) es una empresa desarrolladora de videojuegos third party asentada en Fukuoka, Japón. La empresa, en la que trabajan actualmente unas 280 personas, fue fundada en octubre de 1998 por Akihiro Hino después de dejar la ya desaparecida desarrolladora japonesa Riverhillsoft. Hino diseña, planea y produce todos los juegos de Level-5, además de ser el presidente y CEO de la empresa.
Desde su creación, Level-5 ha disfrutado de una relación muy estrecha con Sony Computer Entertainment, con muchos de sus títulos financiados y producidos en colaboración con esta empresa. Sin embargo, desde el lanzamiento de El profesor Layton y la villa misteriosa para Nintendo DS a principios de 2007, la compañía ha comenzado a diversificar su cartera de productos y centrándose más en la autofinanciación y la autopublicación de sus títulos en Japón, y a llegar a acuerdos con filiales de Nintendo en el extranjero para distribuir sus juegos. A partir de 2010, Level-5 se ha convertido en una de las diez compañías de videojuegos más grandes de Japón, donde tienen una cuota de mercado del 2,9%.

## Historia
Level-5 se fundó en octubre de 1998 en Chuo-ku, Fukuoka, Japón con el objetivo del desarrollo de Dark Cloud un Videojuego para la PlayStation (PSone) el juego se retrasó en el desarrollo, lo que provocó su lanzamiento para la segunda consola de Sony la PlayStation 2. El juego fue lanzado en el año 2000 en Japón y en el resto del mundo un año después.
Tras el lanzamiento de Dark Cloud el estudio comenzó a desarrollar la secuela con el nombre de Dark Cloud 2 (Dark Chronicle en Europa y Japón) que salió en América y Europa durante el 2003.
Level-5 no anunció nada en los eventos de la industria hasta que Yuji Horii, padre de Square-Enix famoso por sus juegos en la serie de Dragon Quest, anunció que trabajaría en el desarrollo de Dragon Quest VIII: Journey of the Cursed King juego que fue lanzado en el 2005 en América y un año después en Europa.
Su primer juego para una consola que no fuera de Sony fue Profesor Layton y la Villa Misteriosa. 
Actualmente tienen varios proyectos en desarrollo para Nintendo Switch, PlayStation 4 y PlayStation 5.

## Juegos desarrollados y publicados
| Título                                                                        | Sistema              | Fecha de lanzamiento                   | JP | NA | EU | AUS |
| ----------------------------------------------------------------------------- | -------------------- | -------------------------------------- | -- | -- | -- | --- |
| Dark Cloud                                                                    | PlayStation 2        | 14 de diciembre de 2000                | Sí | Sí | Sí | No  |
| Dark Chronicle                                                                | PlayStation 2        | 28 de noviembre de 2002                | Sí | Sí | Sí | No  |
| Dragon Quest VIII                                                             | PlayStation 2        | 27 de noviembre de 2004                | Sí | Sí | Sí | Sí  |
| Rogue Galaxy                                                                  | PlayStation 2        | 8 de diciembre de 2005                 | Sí | Sí | Sí | Sí  |
| Jeanne d'Arc                                                                  | PlayStation Portable | 22 de noviembre de 2006                | Sí | Sí | No | No  |
| El profesor Layton y la villa misteriosa                                      | Nintendo DS          | 15 de febrero de 2007                  | Sí | Sí | Sí | Sí  |
| El profesor Layton y la villa misteriosa                                      | Android              | 8 de junio de 2018                     | Sí | Sí | Sí | Sí  |
| El profesor Layton y la caja de Pandora                                       | Nintendo DS          | 29 de noviembre de 2007                | Sí | Sí | Sí | Sí  |
| El profesor Layton y la caja de Pandora                                       | Android              | 5 de diciembre de 2018                 | Sí | Sí | Sí | Sí  |
| Inazuma Eleven                                                                | Nintendo DS          | 22 de agosto de 2008                   | Sí | No | Sí | No  |
| Inazuma Eleven                                                                | Nintendo 3DS         | 27 de diciembre de 2012                | Sí | Sí | Sí | Sí  |
| El profesor Layton y la mansión del espejo de la muerte                       | Teléfonos i-mode     | 28 de octubre de 2008                  | Sí | No | No | No  |
| El profesor Layton y el futuro perdido                                        | Nintendo DS          | 27 de noviembre de 2008                | Sí | Sí | Sí | Sí  |
| El profesor Layton y el futuro perdido                                        | Android              | 13 de julio de 2020                    | Sí | Sí | Sí | Sí  |
| White Knight Chronicles                                                       | PlayStation 3        | 25 de diciembre de 2008                | Sí | Sí | Sí | Sí  |
| Paul Sloane & Des MacHale's Intriguing Tales                                  | Nintendo DS          | 21 de mayo de 2009                     | Sí | No | No | No  |
| Professor Tago's Mental Gymnastics #1 and #2                                  | Nintendo DS          | 18 de junio de 2009                    | Sí | No | No | No  |
| Dragon Quest IX: Centinelas del firmamento                                    | Nintendo DS          | 11 de julio de 2009                    | Sí | Sí | Sí | Sí  |
| Paul Sloane & Des MacHale's Intriguing Tales 2                                | Nintendo DS          | 3 de septiembre de 2009                | Sí | No | No | No  |
| Inazuma Eleven 2                                                              | Nintendo DS          | 1 de octubre de 2009                   | Sí | No | Sí | No  |
| Inazuma Eleven 2                                                              | Nintendo 3DS         | 27 de diciembre de 2012                | Sí | No | No | No  |
| Professor Tago's Mental Gymnastics #3 and #4                                  | Nintendo DS          | 8 de octubre de 2009                   | Sí | No | No | No  |
| El profesor Layton y la llamada del espectro                                  | Nintendo DS          | 26 de noviembre de 2009                | Sí | Sí | Sí | Sí  |
| Inazuma Eleven 3                                                              | Nintendo DS          | 1 de julio de 2010                     | Sí | No | No | No  |
| Inazuma Eleven 3                                                              | Nintendo 3DS         | 27 de diciembre de 2012                | Sí | No | Sí | No  |
| White Knight Chronicles II                                                    | PlayStation 3        | 8 de julio de 2010                     | Sí | Sí | Sí | Sí  |
| Ni no Kuni: Dominion of the Dark Djinn                                        | Nintendo DS          | 9 de diciembre de 2010                 | Sí | No | No | No  |
| Ni no Kuni: Hotroit Stories                                                   | Teléfono móvil       | 9 de diciembre de 2010                 | Sí | No | No | No  |
| El profesor Layton y la máscara de los prodigios                              | Nintendo 3DS         | 26 de febrero de 2011                  | Sí | Sí | Sí | Sí  |
| Little Battlers eXperience                                                    | PlayStation Portable | 16 de junio de 2011                    | Sí | No | No | No  |
| Inazuma Eleven Strikers                                                       | Wii                  | 16 de julio de 2011                    | Sí | No | Sí | No  |
| Ni no Kuni: La ira de la Bruja Blanca                                         | PlayStation 3        | 17 de noviembre de 2011                | Sí | Sí | Sí | Sí  |
| Ni no Kuni: La ira de la Bruja Blanca                                         | Nintendo Switch      | 20 de septiembre de 2019               | Sí | Sí | Sí | Sí  |
| Ni no Kuni: La ira de la Bruja Blanca                                         | PlayStation 4        | 20 de septiembre de 2019               | Sí | Sí | Sí | Sí  |
| Ni no Kuni: La ira de la Bruja Blanca                                         | Microsoft Windows    | 20 de septiembre de 2019               | Sí | Sí | Sí | Sí  |
| Little Battlers eXperience Boost                                              | PlayStation Portable | 23 de noviembre de 2011                | Sí | No | No | No  |
| Inazuma Eleven GO                                                             | Nintendo 3DS         | 15 de diciembre de 2011                | Sí | No | Sí | Sí  |
| Inazuma Eleven Strikers 2012 Xtreme                                           | Wii                  | 22 de diciembre de 2011                | Sí | No | No | No  |
| Girls RPG: Cinderellife                                                       | Nintendo 3DS         | 8 de marzo de 2012                     | Sí | No | No | No  |
| Guild01                                                                       | Nintendo 3DS         | 31 de mayo de 2012                     | Sí | Sí | Sí | Sí  |
| Guild01                                                                       | iOS                  | 7 de marzo de 2013 (Liberation Maiden) | Sí | No | No | No  |
| LBX: Little Battlers eXperience                                               | Nintendo 3DS         | 5 de julio de 2012                     | Sí | Sí | Sí | Sí  |
| Time Travelers                                                                | Nintendo 3DS         | 12 de julio de 2012                    | Sí | No | No | No  |
| Time Travelers                                                                | PlayStation Vita     | 12 de julio de 2012                    | Sí | No | No | No  |
| Time Travelers                                                                | PlayStation Portable | 12 de julio de 2012                    | Sí | No | No | No  |
| Layton Brothers: Mystery Room                                                 | iOS                  | 21 de septiembre de 2012               | Sí | Sí | Sí | No  |
| Layton Brothers: Mystery Room                                                 | Android              | 21 de septiembre de 2012               | Sí | Sí | Sí | No  |
| Little Battlers eXperience W                                                  | PlayStation Portable | 18 de octubre de 2012                  | Sí | No | No | No  |
| Little Battlers eXperience W                                                  | PlayStation Vita     | 18 de octubre de 2012                  | Sí | No | No | No  |
| Layton Kyouju to Seiki no Nana Kaitou                                         | iOS                  | 14 de noviembre de 2012                | Sí | No | No | No  |
| El profesor Layton vs. Phoenix Wright: Ace Attorney                           | Nintendo 3DS         | 29 de noviembre de 2012                | Sí | Sí | Sí | Sí  |
| Inazuma Eleven GO 2: Chrono Stones                                            | Nintendo 3DS         | 13 de diciembre de 2012                | Sí | No | Sí | No  |
| Inazuma Eleven GO Strikers 2013                                               | Wii                  | 20 de diciembre de 2012                | Sí | No | No | No  |
| Fantasy Life                                                                  | Nintendo 3DS         | 27 de diciembre de 2012                | Sí | Sí | Sí | Sí  |
| El profesor Layton y el legado de los ashalanti                               | Nintendo 3DS         | 28 de febrero de 2013                  | Sí | Sí | Sí | Sí  |
| Guild02                                                                       | Nintendo 3DS         | 13 de marzo de 2013                    | Sí | Sí | Sí | Sí  |
| Earth Devastating B-Grade Girlfriend Z: Space War                             | iOS                  | 25 de junio de 2013                    | Sí | No | No | No  |
| Earth Devastating B-Grade Girlfriend Z: Space War                             | Android              | 12 de agosto de 2013                   | Sí | No | No | No  |
| Yo-kai Watch                                                                  | Nintendo 3DS         | 11 de julio de 2013                    | Sí | Sí | Sí | Sí  |
| Yo-kai Watch                                                                  | Nintendo Switch      | 10 de octubre de 2019                  | Sí | No | No | No  |
| Yo-kai Watch                                                                  | Android              | 10 de julio de 2021                    | Sí | No | No | No  |
| Little Battlers eXperience W: Super Custom                                    | Nintendo 3DS         | 18 de julio de 2013                    | Sí | No | No | No  |
| Fantasy Life Link!                                                            | Nintendo 3DS         | 25 de julio de 2013                    | Sí | No | No | No  |
| Little Battlers eXperience Wars                                               | Nintendo 3DS         | 21 de octubre de 2013                  | Sí | No | No | No  |
| Inazuma Eleven GO 3: Galaxy                                                   | Nintendo 3DS         | 5 de diciembre de 2013                 | Sí | No | No | No  |
| Wonder Flick                                                                  | Android              | 8 de enero de 2014                     | Sí | No | No | No  |
| Wonder Flick                                                                  | iOS                  | 8 de febrero de 2014                   | Sí | No | No | No  |
| Yo-kai Watch 2                                                                | Nintendo 3DS         | 10 de julio de 2014                    | Sí | Sí | Sí | Sí  |
| Yo-kai Watch Blasters                                                         | Nintendo 3DS         | 11 de julio de 2015                    | Sí | Sí | Sí | Sí  |
| Yo-kai Watch: Wibble Wobble                                                   | Android              | 21 de octubre de 2015                  | Sí | Sí | Sí | Sí  |
| Yo-kai Watch: Wibble Wobble                                                   | iOS                  | 28 de octubre de 2015                  | Sí | Sí | Sí | Sí  |
| Yo-kai Watch Dance: Just Dance Special Version                                | Wii U                | 5 de diciembre de 2015                 | Sí | No | No | No  |
| Yo-kai Watch 3                                                                | Nintendo 3DS         | 16 de julio de 2016                    | Sí | Sí | Sí | Sí  |
| Inazuma Eleven Everyday+                                                      | Android              | 30 de junio de 2017                    | Sí | No | No | No  |
| Inazuma Eleven Everyday+                                                      | iOS                  | 30 de junio de 2017                    | Sí | No | No | No  |
| El misterioso viaje de Layton: Katrielle y la conspiración de los millonarios | Android              | 20 de julio de 2017                    | Sí | Sí | Sí | Sí  |
| El misterioso viaje de Layton: Katrielle y la conspiración de los millonarios | iOS                  | 20 de julio de 2017                    | Sí | Sí | Sí | Sí  |
| El misterioso viaje de Layton: Katrielle y la conspiración de los millonarios | Nintendo 3DS         | 20 de julio de 2017                    | Sí | Sí | Sí | Sí  |
| El misterioso viaje de Layton: Katrielle y la conspiración de los millonarios | Nintendo Switch      | 8 de noviembre de 2019                 | Sí | Sí | Sí | Sí  |
| Snack World: Trejarers                                                        | Nintendo 3DS         | 10 de agosto de 2017                   | Sí | No | No | No  |
| Otome Yusha                                                                   | Android              | 16 de diciembre de 2017                | Sí | No | No | No  |
| Otome Yusha                                                                   | iOS                  | 16 de diciembre de 2017                | Sí | No | No | No  |
| Yo-kai Watch Blasters 2                                                       | Nintendo 3DS         | 16 de diciembre de 2017                | Sí | No | No | No  |
| Yo-kai Sangokushi: Kunitori Wars                                              | Android              | 11 de enero de 2018                    | Sí | No | No | No  |
| Yo-kai Sangokushi: Kunitori Wars                                              | iOS                  | 11 de enero de 2018                    | Sí | No | No | No  |
| Ni no Kuni II: El renacer de un reino                                         | PlayStation 4        | 23 de marzo de 2018                    | Sí | Sí | Sí | Sí  |
| Ni no Kuni II: El renacer de un reino                                         | Microsoft Windows    | 23 de marzo de 2018                    | Sí | Sí | Sí | Sí  |
| Ni no Kuni II: El renacer de un reino                                         | Nintendo Switch      | 17 de diciembre de 2021                | Sí | Sí | Sí | Sí  |
| Snack World: De mazmorra en mazmorra - Edición oro                            | Nintendo Switch      | 12 de abril de 2018                    | Sí | Sí | Sí | Sí  |
| Yo-kai Watch: Gerapo Rhythm                                                   | Android              | 10 de mayo de 2018                     | Sí | No | No | No  |
| Yo-kai Watch: Gerapo Rhythm                                                   | iOS                  | 10 de mayo de 2018                     | Sí | No | No | No  |
| Yo-kai Watch World                                                            | Android              | 27 de junio de 2018                    | Sí | No | No | No  |
| Yo-kai Watch World                                                            | iOS                  | 27 de junio de 2018                    | Sí | No | No | No  |
| Fantasy Life Online                                                           | iOS                  | 23 de julio de 2018                    | Sí | Sí | Sí | Sí  |
| Fantasy Life Online                                                           | Android              | 23 de julio de 2018                    | Sí | Sí | Sí | Sí  |
| Yo-kai Watch 4: Bokura Wa Onaji Sora wo Miagete Iru                           | Nintendo Switch      | 20 de junio de 2019                    | Sí | No | No | No  |
| Yo-kai Watch 4++                                                              | Nintendo Switch      | 5 de diciembre de 2019                 | Sí | No | No | No  |
| Yo-kai Watch 4++                                                              | PlayStation 4        | 5 de diciembre de 2019                 | Sí | No | No | No  |
| Y School Heroes: Bustlin' School Life                                         | Nintendo Switch      | 13 de agosto de 2020                   | Sí | No | No | No  |
| Y School Heroes: Bustlin' School Life                                         | PlayStation 4        | 29 de octubre de 2020                  | Sí | No | No | No  |
| Ni no Kuni: Cross Worlds                                                      | Android              | 10 de junio de 2021                    | Sí | Sí | Sí | Sí  |
| Ni no Kuni: Cross Worlds                                                      | iOS                  | 10 de junio de 2021                    | Sí | Sí | Sí | Sí  |
| Megaton Musashi                                                               | Nintendo Switch      | 11 de noviembre de 2021                | Sí | No | No | No  |
| Megaton Musashi                                                               | Playstation 4        | 11 de noviembre de 2021                | Sí | No | No | No  |
| Megaton Musashi X: Cross                                                      | Nintendo Switch      | 16 de diciembre de 2022                | Sí | No | No | No  |
| Megaton Musashi X: Cross                                                      | PlayStation 4        | 16 de diciembre de 2022                | Sí | No | No | No  |
| Megaton Musashi X: Cross                                                      | PlayStation 5        | 16 de diciembre de 2022                | Sí | No | No | No  |
| Megaton Musashi W: Wired                                                      | Nintendo Switch      | 25 de abril de 2024                    | Sí | Sí | Sí | Sí  |
| Megaton Musashi W: Wired                                                      | Microsoft Windows    | 25 de abril de 2024                    | Sí | Sí | Sí | Sí  |
| Megaton Musashi W: Wired                                                      | PlayStation 4        | 25 de abril de 2024                    | Sí | Sí | Sí | Sí  |
| Megaton Musashi W: Wired                                                      | PlayStation 5        | 25 de abril de 2024                    | Sí | Sí | Sí | Sí  |
| Fantasy Life i: La pequeña ladrona del tiempo                                 | Nintendo Switch      | 21 de mayo de 2025                     | Sí | Sí | Sí | Sí  |
| Fantasy Life i: La pequeña ladrona del tiempo                                 | Nintendo Switch 2    | 5 de junio de 2025                     | Sí | Sí | Sí | Sí  |
| Fantasy Life i: La pequeña ladrona del tiempo                                 | Xbox Series          | 21 de mayo de 2025                     | Sí | Sí | Sí | Sí  |
| Fantasy Life i: La pequeña ladrona del tiempo                                 | Microsoft Windows    | 21 de mayo de 2025                     | Sí | Sí | Sí | Sí  |
| Fantasy Life i: La pequeña ladrona del tiempo                                 | PlayStation 4        | 21 de mayo de 2025                     | Sí | Sí | Sí | Sí  |
| Fantasy Life i: La pequeña ladrona del tiempo                                 | PlayStation 5        | 21 de mayo de 2025                     | Sí | Sí | Sí | Sí  |
| Inazuma Eleven: Heroes' Victory Road                                          | Nintendo Switch      | 13 de noviembre de 2025                | —  | —  | —  | —   |
| Inazuma Eleven: Heroes' Victory Road                                          | Nintendo Switch 2    | 13 de noviembre de 2025                | —  | —  | —  | —   |
| Inazuma Eleven: Heroes' Victory Road                                          | Xbox Series          | 13 de noviembre de 2025                | —  | —  | —  | —   |
| Inazuma Eleven: Heroes' Victory Road                                          | Microsoft Windows    | 13 de noviembre de 2025                | —  | —  | —  | —   |
| Inazuma Eleven: Heroes' Victory Road                                          | PlayStation 4        | 13 de noviembre de 2025                | —  | —  | —  | —   |
| Inazuma Eleven: Heroes' Victory Road                                          | PlayStation 5        | 13 de noviembre de 2025                | —  | —  | —  | —   |
| El profesor Layton y el Nuevo Mundo a vapor                                   | Nintendo Switch      | 2025                                   | —  | —  | —  | —   |
| El profesor Layton y el Nuevo Mundo a vapor                                   | Nintendo Switch 2    | 2025                                   | —  | —  | —  | —   |
| DecaPolice                                                                    | Nintendo Switch      | 2026                                   | —  | —  | —  | —   |
| DecaPolice                                                                    | Microsoft Windows    | 2026                                   | —  | —  | —  | —   |
| DecaPolice                                                                    | PlayStation 4        | 2026                                   | —  | —  | —  | —   |
| DecaPolice                                                                    | PlayStation 5        | 2026                                   | —  | —  | —  | —   |
| Inazuma Eleven Re                                                             | Nintendo Switch      | 2026                                   | —  | —  | —  | —   |
| Inazuma Eleven Re                                                             | Microsoft Windows    | 2026                                   | —  | —  | —  | —   |
| Inazuma Eleven Re                                                             | PlayStation 4        | 2026                                   | —  | —  | —  | —   |
| Inazuma Eleven Re                                                             | PlayStation 5        | 2026                                   | —  | —  | —  | —   |
| Holy Horror Mansion                                                           | Por anunciar         | Por anunciar                           | —  | —  | —  | —   |
| Ushiro                                                                        | Nintendo Switch      | Por anunciar                           | —  | —  | —  | —   |

## Series de televisión
- Inazuma Eleven (2008)
- Inazuma Eleven GO (2011)
- LBX: Little Battlers eXperience (2011)
- Mobile Suit Gundam AGE (2011, codesarrollado con Sunrise)
- LBX W (2012)
- Inazuma Eleven Go Chrono Stone (2012)
- Inazuma Eleven Go Galaxy (2013)
- Yo-kai Watch (2014)
- Snack World (2017)
- Inazuma Eleven Ares (2018)
- Agencia de Detectives Layton: Los casos de misterios de Kat (2018)
- Yo-kai Watch Shadowside (2018)
- Inazuma Eleven Orion (2018)
- Yo-kai Watch! (2019)
- Y School Heroes (2019)
- LBX Girls (2021)
- Yo-kai Watch♪ (2021)
- Megaton Musashi (2021)

## Películas
- El profesor Layton y la diva eterna (2009)[28]
- Inazuma Eleven: La película (2010)
- Inazuma Eleven GO, la película: Grifo, el lazo absoluto (2011)
- Inazuma Eleven GO contra LBX W (2012)
- Yo-kai Watch: La película (2014)
- Yo-kai Watch, la película 2 ¡El gran rey Enma y las 5 historias, nya! (2015)
- Yo-kai Watch, la película 3 ¡La gran aventura de la ballena voladora y el mundo doble, nya! (2016)
- Yo-kai Watch, la película Shadowside ¡El regreso del Rey Oni! (2017)
- Yo-kai Watch, la película: Amigos por siempre (2018)
- Ni no Kuni: El otro mundo (2019)
- Y School Heroes: La película (2019)
- Yo-kai Watch♪, la película ¡Cómo Nathan y yo nos conocimos, nya!♪ (2021)
- Yo-kai Watch♪, la película: Jibanyan contra Komasan ¡El gran combate asombroso, nya! (2023)
- Inazuma Eleven: El inicio de la leyenda (2024)
- Inazuma Eleven: El comienzo de los nuevos héroes (2024)